# Medals Plaza

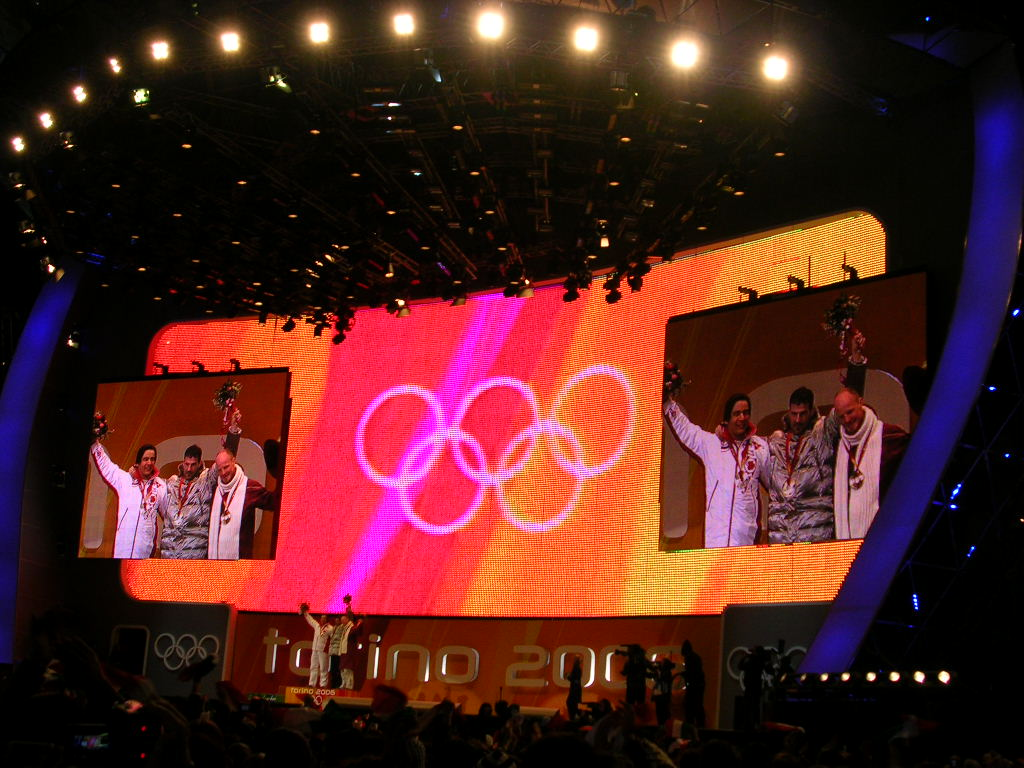
Medals Plaza: la premiazione di Armin Zöggeler

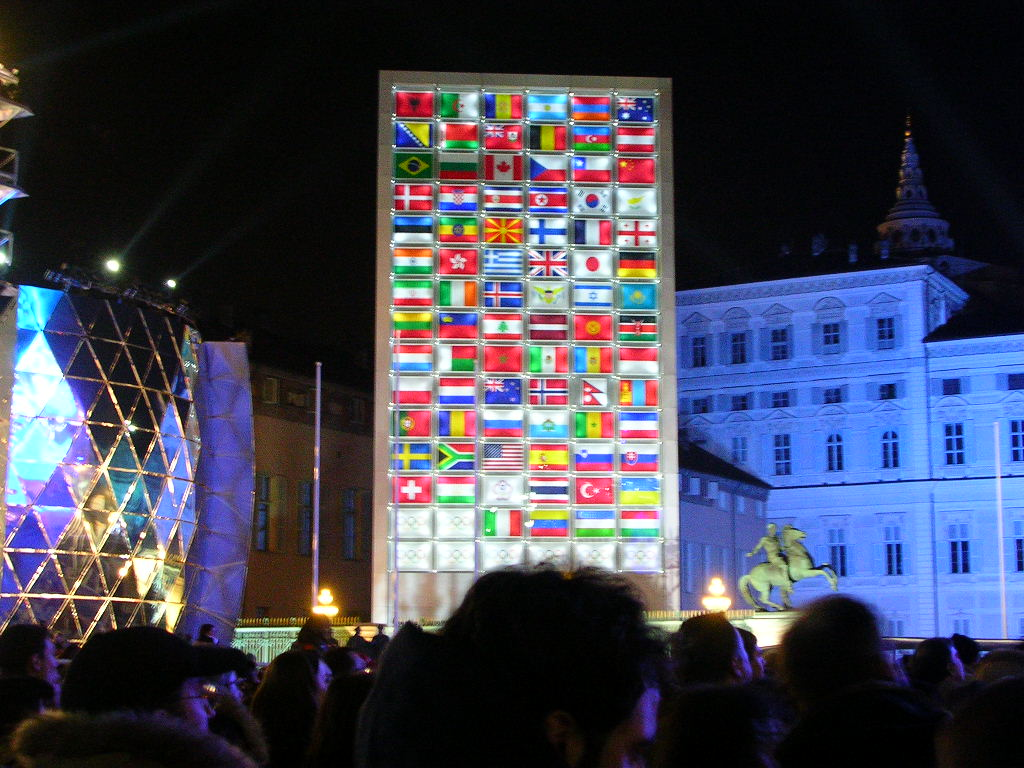
Medals Plaza: "la casa delle bandiere" rappresentazione di tutte le nazioni partecipanti alle olimpiadi invernali

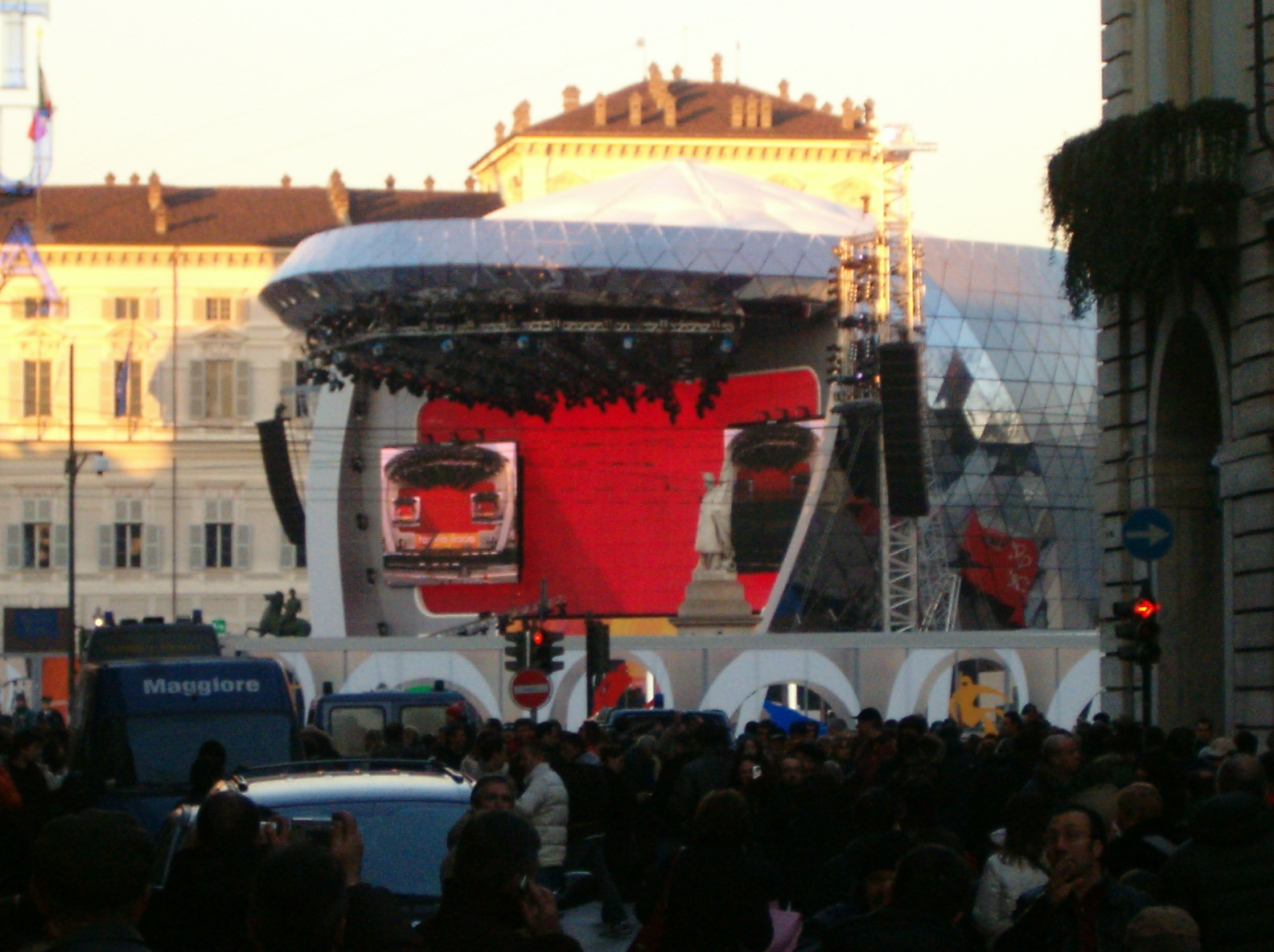
Medals Plaza vista da via Roma

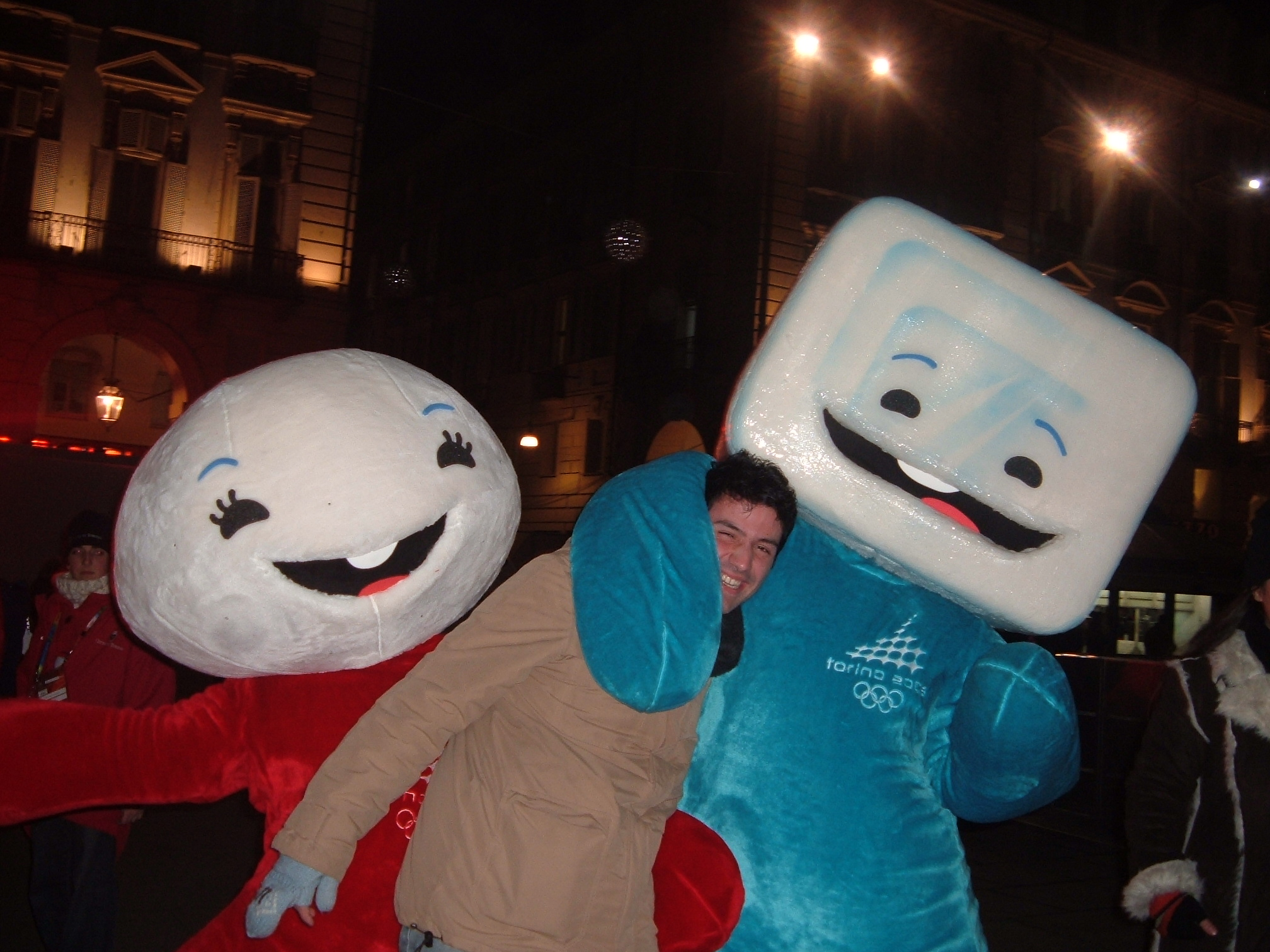
Medals Plaza: le mascotte dei giochi Neve e Gliz

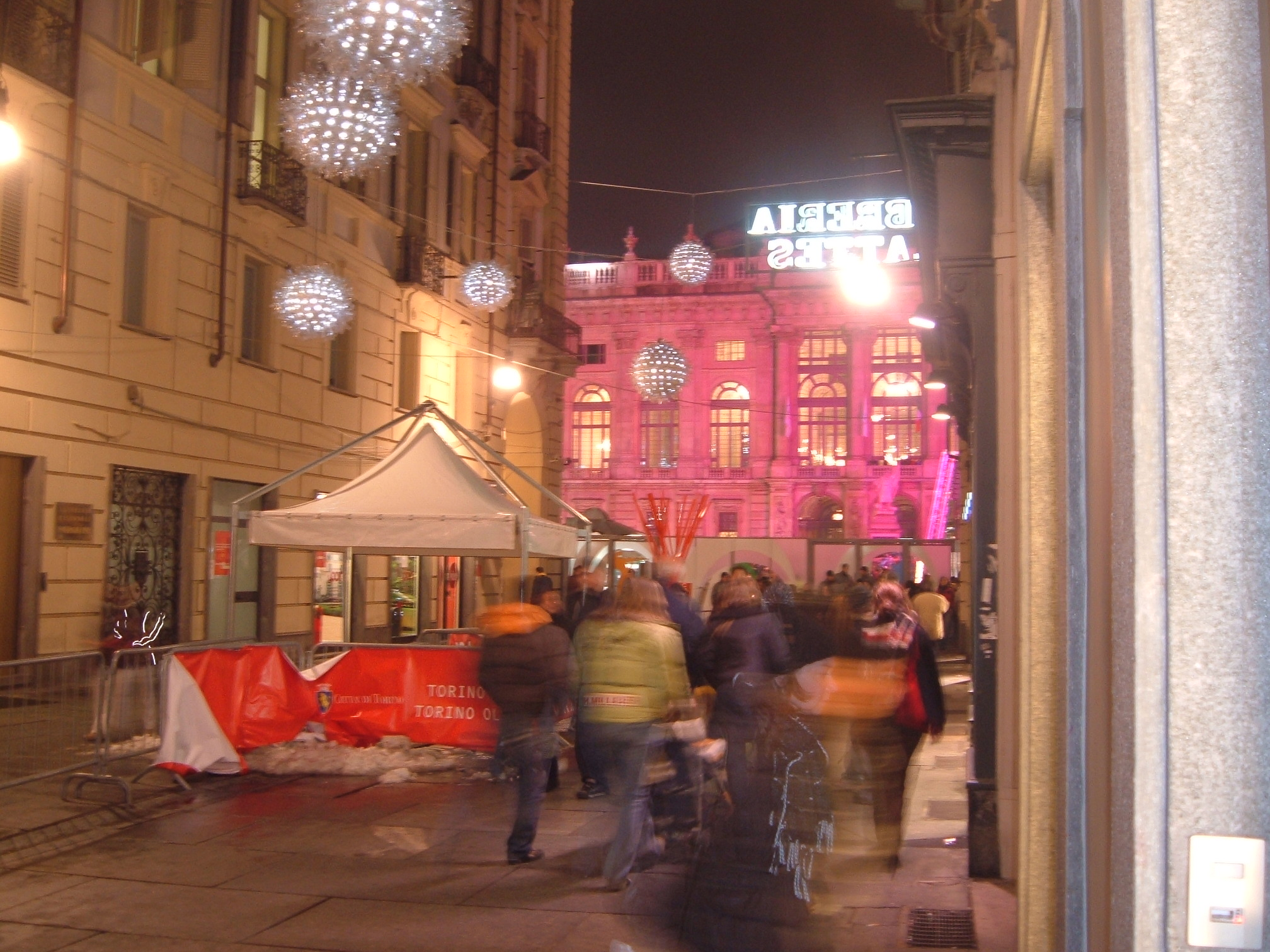
Via Garibaldi: gente in coda per entrare in Medals Plaza. Sullo sfondo palazzo Madama illuminato

Medals Plaza è stata la Piazza delle Medaglie dei XX Giochi olimpici invernali dal 10 al 26 febbraio 2006, disputati a Torino.
Situata nel cuore di piazza Castello, ha ospitato 55 delle 84 cerimonie di premiazioni degli atleti, 15 concerti durante le olimpiadi, 5 concerti durante le IX Giochi paralimpici invernali e la cerimonia di chiusura delle paraolimpiadi. Nata dal progetto dello Studio Gio Forma con Italo Rota, la Medals Plaza rappresenta il palco più grande mai costruito in Europa: oltre 700 metri quadrati di struttura, con una parte centrale rotante per consentire avvicendamenti rapidi tra cerimonie e spettacoli. Il palcoscenico era riscaldato e completamente ricoperto di lastre di acciaio lucidate a specchio, angolate in modo tale da riflettere il cielo e i monumenti di piazza Castello. Un grande schermo raggiunse i 300 metri quadrati, con 300 corpi illuminanti e 50.000 W di potenza.
Dietro il palco si trovava la "casa delle bandiere", costituita da una torre alta 30 metri che ha ospitato le bandiere di tutti i Paesi partecipanti ai XX Giochi olimpici invernali. La piazza prevedeva mille posti a sedere più altri 8.000 in piedi.
Durante le olimpiadi, gli spettatori sono stati sottoposti a controlli di tipo aeroportuale, con passaggio attraverso metal detector. Al contrario durante le paralimpiadi l'accesso è stato libero e senza alcun controllo.

## Il calendario delle premiazioni in Medals Plaza
- Sabato 11 : Biathlon 20 km
- Domenica 12: Freestyle Gobbe Donne, Pattinaggio di Velocità 5.000 metri Uomini, Snowboard Half Pipe Maschile
- Lunedì 13 : Slittino singolo Maschile, Short Track 1.500 metri Maschile, Pattinaggio di Velocità 3.000 metri Donne, Biathlon 15 km Donne, Snowboard Half Pipe Donne
- Martedì 14 : Pattinaggio di Velocità 500 metri Maschile, Biathlon 10 km Maschile
- Mercoledì 15 : Pattinaggio di Velocità 500 metri Femminile, Sci alpino Combinata Maschile, Slittino Singolo Femminile
- Giovedì 16 : Freestyle Gobbe Maschile, Slittino doppio Maschile, Short Track 500 metri Donne, Biathlon 7,5 km Donne, Snowboard Cross Maschile
- Venerdì 17 : Pattinaggio di Velocità staffetta Uomini, Pattinaggio di Velocità staffetta Donne, Skeleton singolo Femminile Snowboard Cross Femminile
- Sabato 18 : Skeleton singolo Maschile, Sci di fondo staffetta 4x5 km Femminile, Sci Alpino Super G Maschile, Biathlon 10 km inseguimento Donne, Biathlon 12,5 km inseguimento Uomini
- Domenica 19 : Short Track 1.500 metri Donne, Short Track 1.000 metri Uomini, Pattinaggio di Velocità 1.000 metri Uomini, Sci di Fondo staffetta 4x10 km Maschile, Sci Alpino Super G Femminile
- Lunedì 20 : Pattinaggio di Velocità 1.000 metri Donne, Bob a due Maschile, Sci Alpino Slalom Gigante Maschile
- Martedì 21 : Salto LH a squadre, Biathlon 4x7,5 staffetta Maschile, Combinata Nordica LH/7,5 km
- Mercoledì 22 : Bob a due Femminile, Pattinaggio di Velocità 1.500 metri Uomini, Snowboard Slalom Gigante Parallelo Maschile
- Giovedì 23 : Freestyle Salti Donne, Pattinaggio di Velocità 1.500 metri Donne, Short Track 3.000 metri staffetta Donne, Biathlon 4x6 km staffetta Femminile, Snowboard Slalom Gigante Parallelo Femminile
- Venerdì 24 : Freestyle Salti Donne, Sci di Fondo 30 km Femminile, Sci alpino Slalom gigante Femminile
- Sabato 25 : Curling Maschile, Curling Femminile, Pattinaggio di Velocità 10.000 metri Uomini, Biathlon 15 km partenza in linea Maschile, Biathlon 12,5 km partenza in linea Femminile

## Il calendario dei concerti in Medals Plaza
- 11 febbraio: Andrea Bocelli
- 12 febbraio: Kelly Clarkson
- 13 febbraio: Ennio Morricone
- 14 febbraio: Gianni Morandi
- 15 febbraio: Duran Duran
- 16 febbraio: Jamiroquai
- 17 febbraio: Anastacia
- 18 febbraio: Paolo Conte
- 19 febbraio: Whitney Houston
- 20 febbraio: Nek
- 21 febbraio: Avril Lavigne
- 22 febbraio: Ricky Martin
- 23 febbraio: Lou Reed
- 24 febbraio: Max Pezzali
- 25 febbraio: Riccardo Cocciante
- 11 marzo: Simona Bencini, Sugarfree, Gianluca Grignani, Dolcenera
- 13 marzo: Francesco De Gregori
- 15 marzo: Antonello Venditti
- 16 marzo: Giorgia
- 19 marzo: Cerimonia di Chiusura dei IX Giochi paralimpici invernali e Patti Smith